# Стаффорд (округ, Виргиния)
Округ Стаффорд (англ. Stafford County) располагается в США, в штате Виргиния. По состоянию на 2010 год, численность населения составляла 128 961 человек. Получил своё название в честь Стаффордшира, Великобритания.

## География
По данным Бюро переписи США, общая площадь округа равняется 725 км², из которых 697 км² суша и 28 км² или 3,9% это водоёмы.

### Соседние округа
- Фокир (Виргиния) — северо-запад
- Принс-Уильям (Виргиния) — север
- Чарльз (Мэриленд) — восток
- Кинг-Джордж (Виргиния) — юго-восток
- Каролайн (Виргиния) — юг
- независимый город Фредериксберг (Виргиния) — юго-запад
- Спотсилвейния (Виргиния) — юго-запад
- Калпепер (Виргиния) — запад

## Демография
По данным переписи населения 2000 года в округе проживает 128 961 жителей в составе 38 237 домашних хозяйств и 24 481 семей. Плотность населения составляет 132 человек на км². На территории округа насчитывается 31 405 жилых строений, при плотности застройки 16 строений на км². Расовый состав населения: белые - 72,5%, афроамериканцы - 15,6%, коренные американцы (индейцы) - 0,4%, азиаты - 2,8%, гавайцы - 0,10%, представители других рас - 3,2%, представители двух или более рас - 4,0%. Испаноязычные составляли 9,2% населения.
В составе 46,90 % из общего числа домашних хозяйств проживают дети в возрасте до 18 лет, 68,00 % домашних хозяйств представляют собой супружеские пары проживающие вместе, 9,30 % домашних хозяйств представляют собой одиноких женщин без супруга, 18,90 % домашних хозяйств не имеют отношения к семьям, 13,80 % домашних хозяйств состоят из одного человека, 3,40 % домашних хозяйств состоят из престарелых (65 лет и старше), проживающих в одиночестве. Средний размер домашнего хозяйства составляет 3,01 человека, и средний размер семьи 3,32 человека.
Возрастной состав округа: 31,60 % моложе 18 лет, 7,80 % от 18 до 24, 33,70 % от 25 до 44, 21,10 % от 45 до 64 и 5,90 % от 65 и старше. Средний возраст жителя округа 33 лет. На каждые 100 женщин приходится 101,10 мужчин. На каждые 100 женщин старше 18 лет приходится 99,50 мужчин.
Средний доход на домохозяйство в округе составлял 75 546 USD, на семью — 78 575 USD. Среднестатистический заработок мужчины был 47 080 USD против 31 469 USD для женщины. Доход на душу населения был 24 762 USD. Около 2,40% семей и 3,50% общего населения находились ниже черты бедности, в том числе - 3,30% молодежи (тех кому ещё не исполнилось 18 лет) и 5,30% тех кому было уже больше 65 лет.